# عبدالرزاق دکرمنجی
عبدالرزاق دکرمنجی (عربی: عبد الرزاق طلال دكرمنجي؛ زادهٔ ۲۲ فوریهٔ ۲۰۰۱) بازیکن فوتبال اهل لبنان است.
وی همچنین در تیم‌های ملی فوتبال زیر ۱۹ سال،  زیر ۲۳ سال و بزرگسالان لبنان بازی کرده‌است.